# Duncan, 9. Earl of Fife

Wappen der Earls of Fife

Duncan, 9. Earl of Fife (auch Duncan IV Macduff; nach anderer Zählung auch 8. Earl of Fife; schottisch-gälisch Donnchadh IV, Earl of Fife; * 1289 oder 1290; † 1353) war ein schottischer Magnat.

## Herkunft, Jugend und Heirat
Duncan entstammte dem schottischen Clan MacDuff. Er wurde Ende 1289 oder Anfang 1290 als postumes Kind von Duncan, 8. Earl of Fife geboren. Die Verwaltung von Fife übernahm für ihn zunächst William Fraser, Bischof von St Andrews und einer der Guardians of Scotland. Nachdem John Balliol Ende 1292 zum König ernannt worden war, beanspruchte er die Verwaltung von Fife. Im November 1294, vermutlich wegen des Streits von Balliol mit Macduff, einem Großonkel von Duncan, beanspruchte der englische König Eduard I. als Oberherrscher von Schottland die Verwaltung von Fife, solange der Erbe minderjährig war. Duncans Mutter Joan de Clare war eine Tochter des englischen Magnaten Gilbert de Clare, 3. Earl of Gloucester, weshalb der junge Duncan seine Kindheit und Jugend nicht im politisch unruhigen Schottland, sondern in England verbrachte. Obwohl er noch ein Kleinkind war, wird er 1291 in dem sogenannten Appell der sieben Earls genannt, die sich im Thronfolgestreit für Robert de Brus als König einsetzten. Als Kleinkind konnte er im November 1292 nicht die traditionelle Einsetzung von John Balliol zum schottischen König vornehmen, die ihm als Earl of Fife zustand. Der englische König Eduard I. beauftragte an seiner Stelle den englischen Baron John de St John mit dieser Aufgabe. Als Earl of Fife war Duncan der reichste schottische Magnat. Mitte der 1290er Jahre, während seiner Minderjährigkeit, betrugen die jährlichen Einkünfte aus seinen Besitzungen £ 432, von denen der Großteil aus Pachteinnahmen stammte. Als Robert Bruce sich 1306 zum König der Schotten erhob und somit gegen die englische Herrschaft rebellierte, befand sich Duncan noch in englischer Vormundschaft. 1306 oder 1307 arrangierte der englische König Duncans Heirat mit der neunjährigen Mary de Monthermer, einer Tochter von Ralph de Monthermer, Earl of Gloucester und dessen Frau Johanna von Akkon. Weil Marys Mutter zugleich Duncans Stiefmutter war, benötigte er für die Heirat einen päpstlichen Dispens, der 1307 erteilt wurde.

## Wechsel von der englischen auf die schottische Seite
Als Unterstützer der Engländer erklärte ein schottisches Parlament in Cambuskenneth am 6. November 1314 Duncans Titel für verwirkt. Daraufhin flüchtete Duncan 1315 aus England nach Schottland, wobei er seine junge, kinderlose Frau in England zurückließ. In Schottland unterwarf sich Duncan König Robert I. Vielleicht schon im April 1315, spätestens vor dem 23. August 1315 erhielt er seine schottischen Besitzungen zurück. In einem in Crichton geschlossenen Abkommen mit dem König übergab Duncan seinen Titel und seine Besitzungen dem König, der sie ihm als Lehen zurückgab. Möglicherweise lag diese Begnadigung vor allem an seinem hohen Rang, denn der Earl of Fife als vornehmster schottischer Magnat hatte das Recht, die schottischen Könige einzusetzen. Allerdings musste Duncan auch zustimmen, dass im Fall seines kinderlosen Todes Fife an die Krone fallen würde. Da aber auch der König noch keinen Erben hatte, würde auf den Earl of Fife beim Tod des Königs eine wichtige Rolle zukommen. In der Folge diente Duncan dem König bis zu dessen Tod 1329 loyal, wobei er offenbar zögerte, aktiv gegen die Engländer zu kämpfen. Als zwischen dem 13. Mai und 11. Juni 1317 eine kleine englische Flotte bei Inverkeithing oder Donibristle landete, um zu plündern, leitete Fife nur halbherzig die Verteidigung. Erst unter der Führung von Bischof William Sinclair konnten die Engländer geschlagen werden. Fife besiegelte als erster schottischer Adliger 1320 die Erklärung von Arbroath. Im März 1328 nahm er an dem Parlament in Edinburgh teil, das den Frieden mit England billigte.

## Kampf gegen und schließlich Unterstützung der Enterbten
1332 fielen die Enterbten, eine Gruppe anglo-schottische Barone unter Führung von Edward Balliol, dem Sohn des 1296 abgesetzten Königs John Balliol, mit einem kleinen Heer in Schottland ein. Sie wollten den jungen David II., den Sohn und Erben von Robert I. stürzen und an seiner Stelle Balliol zum König erheben. Als die Enterbten am 6. August 1332 bei Kinghorn landeten, versuchte Duncan zusammen mit einigen anderen Baronen und mit einem Aufgebot aus Fife die Landung zu verhindern. Die Schotten wurden aber in einem Gefecht in die Flucht geschlagen. Danach war Duncan einer der Führer der schottischen Armee, die in der Schlacht von Dupplin Moor eine schwere Niederlage gegen die Enterbten erlitt. Angeblich sollen allein 360 Men-at-arms, die unter seinem Banner gekämpft hatten, in der Schlacht gefallen sein. Fife leitete den Rückzug des schottischen Heeres, der in eine Flucht ausartete, und wurde gefangen genommen. Er wurde unter der Bedingung freigelassen, den Thronanspruch von Balliol anzuerkennen. Am 24. September 1332 inthronisierte Duncan zusammen mit Bischof William Sinclair von Dunkeld Balliol in Scone. Während Balliol dann nach Galloway zog, blieb Duncan als Kommandant der Garnison in Perth. Bereits am 7. Oktober wurde jedoch die Stadt von Unterstützern von David II. erobert.

## Erneuter Wechsel auf die schottische Seite
Als im weiteren Verlauf des Zweiten Schottischen Unabhängigkeitskriegs 1335 der englische König Eduard III. einen Feldzug zur Unterstützung von Balliol nach Schottland führte, übergab Duncan am 7. August Cupar Castle ohne Gegenwehr. Wenig später unterwarf sich Duncan zusammen mit anderen schottischen Baronen dem englischen König, der bis nach Perth vorgestoßen war. In den nächsten Jahren unterstützte Duncan weiter Balliol und den englischen König, weshalb seine Besitzungen von William Douglas und anderen Unterstützern von David II. geplündert wurden. Erst als David II. 1341 aus seinem französischen Exil, wohin er vor dem englischen König geflüchtet war, zurückkehrte, wechselte Duncan wieder die Seiten und unterwarf sich dem schottischen König. Am 17. Oktober 1346 geriet er zusammen mit dem König und zahlreichen anderen schottischen Adligen in der Schlacht von Neville’s Cross in englische Gefangenschaft. König Eduard III. verurteilte ihn als Verräter zum Tod, doch schließlich begnadigte er ihn und erlaubte ihm die Rückkehr nach Schottland, um das geforderte Lösegeld aufzubringen. Dieses wurde 1350 auf 1000 Mark festgesetzt.
Im Januar 1320 war Duncans Frau Mary ihm nach Schottland gefolgt, sie überlebte ihn und starb nach 1371. Nach Duncans Tod 1353 wurde seine einzige Tochter Isabella seine Erbin.